# شرکت سهامی مهر
شرکت سهامی مهر یک منطقهٔ مسکونی در ایران است که در دهستان فهرج (یزد) واقع شده‌است. شرکت سهامی مهر ۱۳۵ نفر جمعیت دارد.